# ARJ
ARJ (Archived by Robert Jung) es una aplicación para crear archivos comprimidos creada por Robert K. Jung. La última versión de ARJ, que data de enero de 2012, fue la 2.86 para DOS y la 3.20 para Windows de 32 y 64 bits.
La compresión de ARJ es similar en cierta medida a la de PKZIP 1.02. Algunas partes de ARJ estaban cubiertas por una patente americana. Estaba disponible para ser licenciado bajo términos más amigables que PKZIP. Fue muy popular, junto con Unzip, sus días cumbre fueron durante la era de las BBS en parte porque podía crear archivos multivolumen (dividiendo un archivo grande en ficheros más pequeños). ARJ también permitía al usuario alterar el nivel de compresión de un archivo, haciéndolo popular en redes de correo de paquetes pequeñas como WWIVNet y HOGnet, que usaban opciones de compresión más bajas para aprovechar la compresión basada en módem (como MNP o v.42bis) para reducir las facturas de las llamadas a larga distancia que invariablemente conllevaban la membresía en estas redes. Desde esos días, ARJ ha perdido mucha de su cuota de mercado, a favor de RAR y otros formatos; la falta de una interfaz gráfica también ha contribuido a su desaparición virtual del mundo del escritorio.